# 農業の担い手に対する経営安定のための交付金の交付に関する法律
農業の担い手に対する経営安定のための交付金の交付に関する法律（のうぎょうのにないてにたいするけいえいあんていのためのこうふきんのこうふにかんするほうりつ、平成18年6月21日法律第88号）は、農業経営の安定のための政策を、従来とられてきた品目別の価格支持政策から経営全体に着目した直接支払い制度に転換することに関する日本の法律である。
法令番号は平成18年法律第88号、2006年（平成18年）6月21日に公布された。

## 概要
2005年に閣議決定された食料・農業・農村基本計画において品目横断的経営安定対策を導入が示されたことにより、この法律が制定されることとなった。2006年の第164回国会において、農政改革三法（食糧法の改正、糖価調整法等の改正）の一つとして成立。2007年からは、品目横断的経営安定対策が本格的に実施されている。